# Андреевское (Красносельское сельское поселение)
Андреевское — село в Юрьев-Польском районе Владимирской области России, входит в состав Красносельского сельского поселения.

## География
Село расположено на берегу речки Сега в 8 км на юго-запад от райцентра города Юрьев-Польский близ автодороги 17К-10 Юрьев-Польский — Кольчугино.

## История
Андреевское было вотчиной Московских патриархов, а после упразднения патриаршества перешло в ведомство Синодального приказа. В начале XVII столетия церковь в селе уже существовала, о чём есть запись в книгах патриаршего казенного приказа от 1628 года. В тех же книгах 1669 года сообщается о приходе в селе Андреевском в 37 дворов. В течение последующего XVIII столетия в селе продолжала существовать церковь в честь Архистратига Божьего Михаила. В 1801 году на средства прихожан построена каменная церковь с колокольней и главный (холодный) престол в честь Святой Живоначальной Троицы, во имя Архистратига Михаила устроен престол в теплой трапезе. В 1893 году приход состоял из села Андреевского и деревни Семендюковой. Дворов в приходе 124, мужчин — 348, женщин — 395. С 1886 года в селе существовала церковно-приходская школа в доме священника. В годы Советской Власти церковь была полностью разрушена.
В конце XIX — начале XX века село входило в состав Ильинской волости Юрьевского уезда.
С 1929 года село входило в состав Большекузминского сельсовета Юрьев-Польского района, с 1965 года — в составе Красносельского сельсовета.

## Население
| 1859 | 1905 | 2002 | 2010 | 2021 |
| ---- | ---- | ---- | ---- | ---- |
| 359  | ↗441 | ↘14  | ↘4   | →4   |

## Памятник
В селе находится памятник воинам-односельчанам, погибшим в Великой Отечественной войне.